# Mezzullas
Mezzulla(s) was  een godin in de Hettitische mythologie. Zij was de dochter van de zonnegodin van Arinna en van de Stormgod.
Haar invloed liet ze gelden via haar ouders. Mursillas wordt vernoemd in de annalen van Hattusilis I: 
Ik bracht op voor de tempel van Mezulla. Ik keerde weer van U(lum)ma...
Later in de annalen van Mursili II wordt zij eveneens vernoemd:
De Zonnegodin van Arinna, mijn Meesteres, de machtige Stormgod, mijn Meester, Mezulla en alle goden liepen voor mij uit. Ik veroverde de steuntroepen van het land...